# Форсаж: Шпионы-гонщики
«Форсаж: Шпионские гонки» (англ. Fast & Furious Spy Racers) — американский компьютерный мультсериал, созданный на основе серии фильмов «Форсаж» для Netflix и спродюсированный DreamWorks Animation Television.

## Сюжет
Тони Торетто, двоюродный брат Доминика Торетто, нанят правительственным агентством вместе со своими друзьями для проникновения в элитную гоночную лигу, служащую прикрытием для преступной организации SH1FT3R, стремящейся к мировому господству.
Во втором сезоне банда отправляется в Бразилию с секретной миссией, чтобы найти Лейлу Грей и предотвратить потенциальное мировое господство в руках давно задуманной умершей дочери известной банды в Рио-де-Жанейро.
В третьем сезоне Тони и его команда совершают опасное путешествие в пустыню Сахара, когда мисс Нигде таинственным образом исчезает во время миссии там, где все агенты раскрывают заговор маниакального злодея с помощью спутников с дистанционным управлением.

## Компьютерная игра
В мае 2021 года DreamWorks Animation и Universal объявили, что в разработке находится игра по мотивам сериала Netflix под названием Fast & Furious Spy Racers: Rise of SH1FT3R от 3D Clouds и Outright Games. Игра была выпущена 5 ноября 2021 года, в ней рассказывается оригинальная история. В игру включены 17 трасс, расположенных в локациях из сериала, включая Лос-Анджелес, Рио-де-Жанейро, пустыню Сахара и Южную часть Тихого океана. 22 апреля 2022 года был выпущен DLC с подзаголовком Arctic Challenge, включающий новые трассы, расположенные на Аляске, четыре новых транспортных средства и двух дополнительных игровых персонажей.